# Кізикін (монета)
Кі́зикін — монета, що карбувалася з електру (природний сплав срібла та золота) впродовж 6 — 4 ст. до н. е. у давньогрецькому м. Кізік на південному узбережжі Пропонтиди (Мармурове море). Вага — близько 16 г (статер; 32—52 % золота). Була поширена в країнах басейну Чорного моря. Крім статера, карбували також його 1/6, 1/12, 1/24 та 1/48 частину.
Упродовж 3-х століть Кізикін був основним засобом платежу в Малій Азії, античних державах Північного Причорномор’я та Греції.
Його вартість в Афінах (Греція) становила 25 драхм, у Пантікапеї — 28 драхм. На лицьовій стороні мали різні зображення (мініатюрні копії різних античних художніх творів від пізньоархаїчного періоду до класики), оскільки посадові особи, відповідальні за монетну справу міста, час від часу змінювали штемпелі для карбування.
Один з найбільших скарбів Кізикінів знайдено на території с. Орлівка, Ренійського району, Одеської області, Україна.